# La Pedraja de Portillo
La Pedraja de Portillo település Spanyolországban, Valladolid tartományban. La Pedraja de Portillo Boecillo, Aldeamayor de San Martín, Portillo, Valladolid, Aldea de San Miguel, Mojados, Matapozuelos, Valdestillas és Viana de Cega községekkel határos. Lakosainak száma 1175 fő (2024).

## Népesség
A település népessége az utóbbi években az alábbiak szerint változott:
| Lakosok száma | 1098 | 1076 | 1146 | 1167 | 1169 | 1134 | 1123 | 1139 | 1138 | 1175 |
|               | 2001 | 2004 | 2007 | 2009 | 2012 | 2014 | 2017 | 2019 | 2022 | 2024 |